# Warren Weir
Warren Weir (ur. 13 października 1989 w Trelawny) – jamajski lekkoatleta, sprinter, specjalizujący się w biegu na 200 metrów. Brązowy medalista olimpijski z Londynu na tym dystansie.
Jako junior biegał także na dystansie 110 metrów przez płotki. W 2008 wystąpił podczas mistrzostw świata juniorów w Bydgoszczy – zajął ósme miejsce w swoim biegu półfinałowym, wyrównując swój rekord życiowy. Jest także srebrnym medalistą CARIFTA Games na tym dystansie. W 2012 zajął trzecie miejscu w biegu na 200 metrów podczas mistrzostw Jamajki, dzięki czasu otrzymał szansę wystąpienia na igrzyskach olimpijskich w Londynie. Debiutując na światowej imprezie wśród seniorów, Weir zdobył brązowy medal. Złoty i srebrny medalista mistrzostw świata w Moskwie (2013). Zwycięzca łącznej punktacji Diamentowej Ligi 2013 w biegu na 200 metrów. Srebrny medalista igrzysk Wspólnoty Narodów (2014).
24 maja 2014 wszedł w skład jamajskiej sztafety 4 × 200 metrów, która czasem 1:18,63 ustanowiła aktualny rekord świata.

## Sukcesy
| Rok  | Zawody                      | Miasto     | Miejsce    | Konkurencja                | Czas [s]        |
| ---- | --------------------------- | ---------- | ---------- | -------------------------- | --------------- |
| 2008 | CARIFTA Games               | Basseterre | 2. miejsce | Bieg na 110 m przez płotki | 14,13           |
| 2008 | CARIFTA Games               | Basseterre | 1. miejsce | Sztafeta 4 × 100 m         | 39,80           |
| 2008 | Mistrzostwa świata juniorów | Bydgoszcz  | półfinał   | Bieg na 110 m przez płotki | 15,54           |
| 2012 | Igrzyska olimpijskie        | Londyn     | 3. miejsce | Bieg na 200 m              | 19,84           |
| 2013 | Mistrzostwa świata          | Moskwa     | 2. miejsce | bieg na 200 m              | 19,79           |
| 2013 | Mistrzostwa świata          | Moskwa     | 1. miejsce | Sztafeta 4 × 100 m         | 38,17 (elim.)   |
| 2014 | IAAF World Relays           | Nassau     | 1. miejsce | Sztafeta 4 × 200 m         | 1:18,63         |
| 2014 | Igrzyska Wspólnoty Narodów  | Glasgow    | 2. miejsce | Bieg na 200 m              | 20,26           |
| 2015 | IAAF World Relays           | Nassau     | 1. miejsce | Sztafeta 4 × 200 m         | 1:20,97         |
| 2017 | IAAF World Relays           | Nassau     | 3. miejsce | Sztafeta 4 × 200 m         | 1:21,09 (elim.) |

## Rekordy życiowe
| Konkurencja                       | Data            | Miejsce  | Czas [s] | Wiatr    |
| --------------------------------- | --------------- | -------- | -------- | -------- |
| Bieg na 100 metrów                | 8 czerwca 2013  | Kingston | 10,02    | +1,5 m/s |
| Bieg na 200 metrów                | 23 czerwca 2013 | Kingston | 19,79    | +0,9 m/s |
| Bieg na 400 metrów                | 9 lutego 2013   | Kingston | 46,23    |          |
| Bieg na 110 m przez płotki (99cm) | 24 czerwca 2007 | Kingston | 13,65    | +0,7 m/s |